# Gennadas barbari
Gennadas barbari is een tienpotigensoort uit de familie van de Benthesicymidae. De wetenschappelijke naam van de soort is voor het eerst geldig gepubliceerd in 1990 door Vereshchaka.